# Галаксиди
Галаксиди (на гръцки: Γαλαξίδι) е малко градче на северния бряг на коринтския залив в подножието на планината Гиона. Намира на 17 км южно от Амфиса и на 125 км северозападно от Атина.
Днешното градче се намира на мястото на порта Халея на антична Еантия. През VIII век, след голям интервал от време, на това място отново възниква селище. Този път под името Галаксиди. До X век Галаксиди развива свой флот. Според хрониката на Галаксиди българите на два пъти нападат и разрушават града през 981 и 996 г. Населението на града страда и от епидемия през 1054 г., а през 1064 г. заради нападение на узите населението напуска града за две години. През 1147 г. Галаксиди отново е разграбен и населението най-накрая напуска града. От XII век Галаксиди е под контрола на Епирското деспотство и по време на Латинската империя много известна знат от стари столични фамилии напуска Константинопол и се установява в Галаксиди. Този период е белязан от бурното развитие на морското дело. Благодарение на деспотите Теодор Комнин и Михаил II Комнин се развива неимоверно местната морска търговия. При Андроник Палеолог Галаксиди попада под властта на Атинското херцогство, докато през 1446 г. не попада под османска власт.
След мира от Пожаревац Галаксиди бележи огромен възход в морското дело. Градчето изгражда свой флот и през 1803 г. флотата му наброява 50 кораба. Корабите му пътуват основно до Константинопол и Марсилия, но когато се налага кръстосват цялото Средиземноморие. Според Франсоа Пуквил през 1813 г. Галаксиди има флот от 50 кораба с екипажи от 1100 моряци. Това прави Галаксиди първи морски център на Континентална Гърция и го поставя наравно с флотите на крепостните острови Хидра, Спецес, Псара и Касос.
По време на гръцката война за независимост Галаксиди е разрушаван три пъти.